# Villa di Tirano
Villa di Tirano (lombardul: Vila de Tiran) település Olaszországban, Sondrio megyében. Lakosainak száma 2992 fő (2023. január 1.). Villa di Tirano Aprica, Bianzone, Corteno Golgi, Tirano, Teglio és Brusio községekkel határos.

## Népesség
A település népességének változása:
| Lakosok száma | 2993 | 2978 | 2992 |
|               | 2017 | 2018 | 2023 |